# 蘇利任
49°58′21″N 27°2′20″E / 49.97250°N 27.03889°E
蘇利任（烏克蘭語：Сульжин），是烏克蘭的村落，位於該國西部赫梅利尼茨基州，由舍佩蒂夫卡區負責管轄，始建於1220年，面積0.05平方公里，海拔高度255米，2001年人口257。